# Coby Karl
Coby Karl est un joueur puis entraîneur américain de basket-ball. Il est le fils de l'entraîneur George Karl.

## Carrière universitaire
Coby Karl a défendu durant quatre saisons les couleurs des Broncos de Boise State dans la Western Athletic Conference, tout en obtenant un diplôme en communication.
Arrière très physique au niveau National Collegiate Athletic Association, il fut un joueur clé pour son équipe, surtout lors de ses deux dernières saisons. En 2005-2006, il tourne à plus de 17 points par match et trouve place dans le deuxième meilleur cinq de sa Conférence. En 2006-2007 pour sa saison senior, il affiche près de 15 points par match, agrémentés de 4 rebonds et 4 passes décisives en moyenne.
Mais la faiblesse des Broncos l'empêche de participer au tournoi final NCAA.

## Carrière professionnelle
Sa carrière professionnelle débute avec les Lakers en 2007-2008. Il arrache sa place dans l'effectif au forceps, grâce notamment à ses bonnes performances en Summer League avec les Lakers, mais aura bien du mal à trouver du temps de jeu pendant la saison régulière.
En effet Kobe Bryant, l'une des plus grandes stars de la NBA évolue à son poste, et le Slovène Saša Vujačić est le 1er choix de l'entraîneur Phil Jackson lorsqu'il s'agit de le faire souffler.